# Staersbach
Der Staersbach ist ein 10,7 km langer Bach in der Samtgemeinde Hollenstedt und der Gemeinde Sauensiek, der von links und Südwesten in die Este mündet.

## Verlauf
Der Staersbach entspringt am Heidschnuckenweg in Sauensiek. Er durchfließt in östlicher Richtung den Ort Sauensiek und weiter deutlich begradigt ein weitläufiges Wiesengebiet, nimmt von links den Lietberggraben und von rechts den Hollinder Bach auf. Der Bach fließt im südlichen Weichbild des Ortes Regesbostel vorbei, kreuzt die K 38 und nimmt von rechts den Speckmoorgraben auf. Im folgenden Waldgebiet fließt der Bach immer noch deutlich begradigt entlang von Teichen, wird von einem dreibogigen Viadukt der ehemaligen Eisenbahnstrecke Buchholz i.d.N. – Hollenstedt – Harsefeld – Bremervörde überspannt, bis er nördlich von Wohlesbostel die K 62 unterquert. Von der K 62 bis zur L 141 in Moisburg wurde 2003 das Bachbett von der Jugendfeuerwehr Hollenstedt renaturiert. Der Staersbach kreuzt die L 141 und mündet am Mühlenmuseum Moisburg im Ortskern von Moisburg von links und Südwesten in die Este.

## Bachpatenschaft
Seit 2003 hat die Jugendfeuerwehr der Samtgemeinde Hollenstedt die Bachpatenschaft übernommen. Das Bachbett wurde von der Jugendfeuerwehr renaturiert und der mäanderförmige Verlauf wiederhergestellt.

## Zustand
Der Staersbach ist im Oberlauf und Mittellauf kritisch belastet (Güteklasse II-III) und im Unterlauf mäßig belastet (Güteklasse II).

## Befahrungsregeln
Wegen intensiver Nutzung der Este durch Freizeitsport und Kanuverleiher erließ der Landkreis Harburg 2002 eine Verordnung unter anderem für die Este, ihre Nebengewässer und der zugehörigen Uferbereiche, die den Lebensraum von Pflanzen und Tieren schützen soll. Seitdem ist das Befahren und Betreten des Staersbachs ganzjährig verboten.